# Вышоватка
Вышова́тка, до 1968 года — Вышовадка (пол.  Wyszowatka, Wyszowadka) — село в Польше, находящееся на территории гмины Кремпна Ясленского повета Подкарпатского воеводства.

## История
До акции «Висла» (1947 г.) в селе проживали лемки, которых переселили на Украину в район Львова и Тернополя.
В 1975—1998 года село входило в Кросненское воеводство.